# Unterflurbehälter

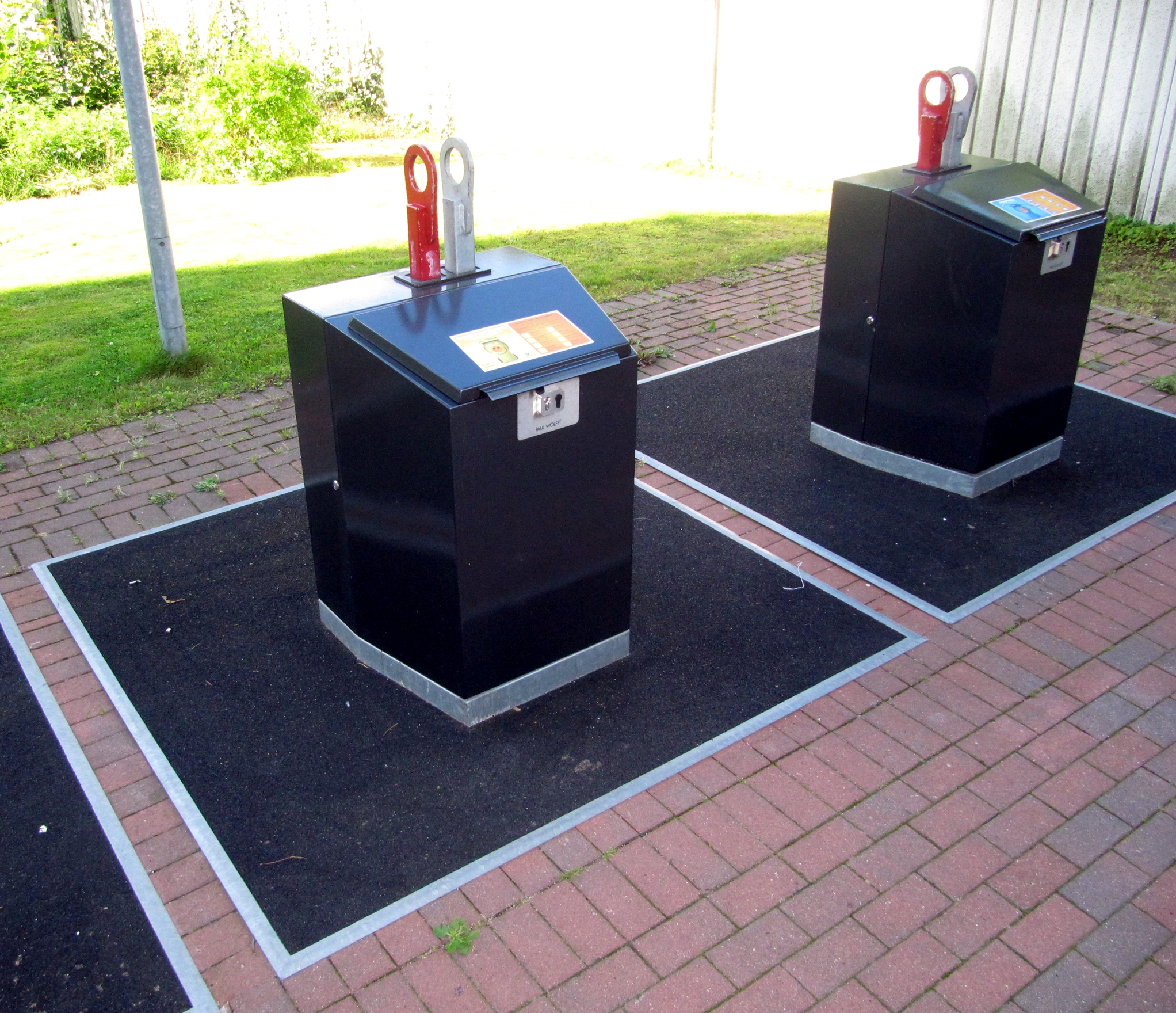
Unterflur-Müllcontainer „U-SELECT“ in Hamburg-Billstedt (2016)

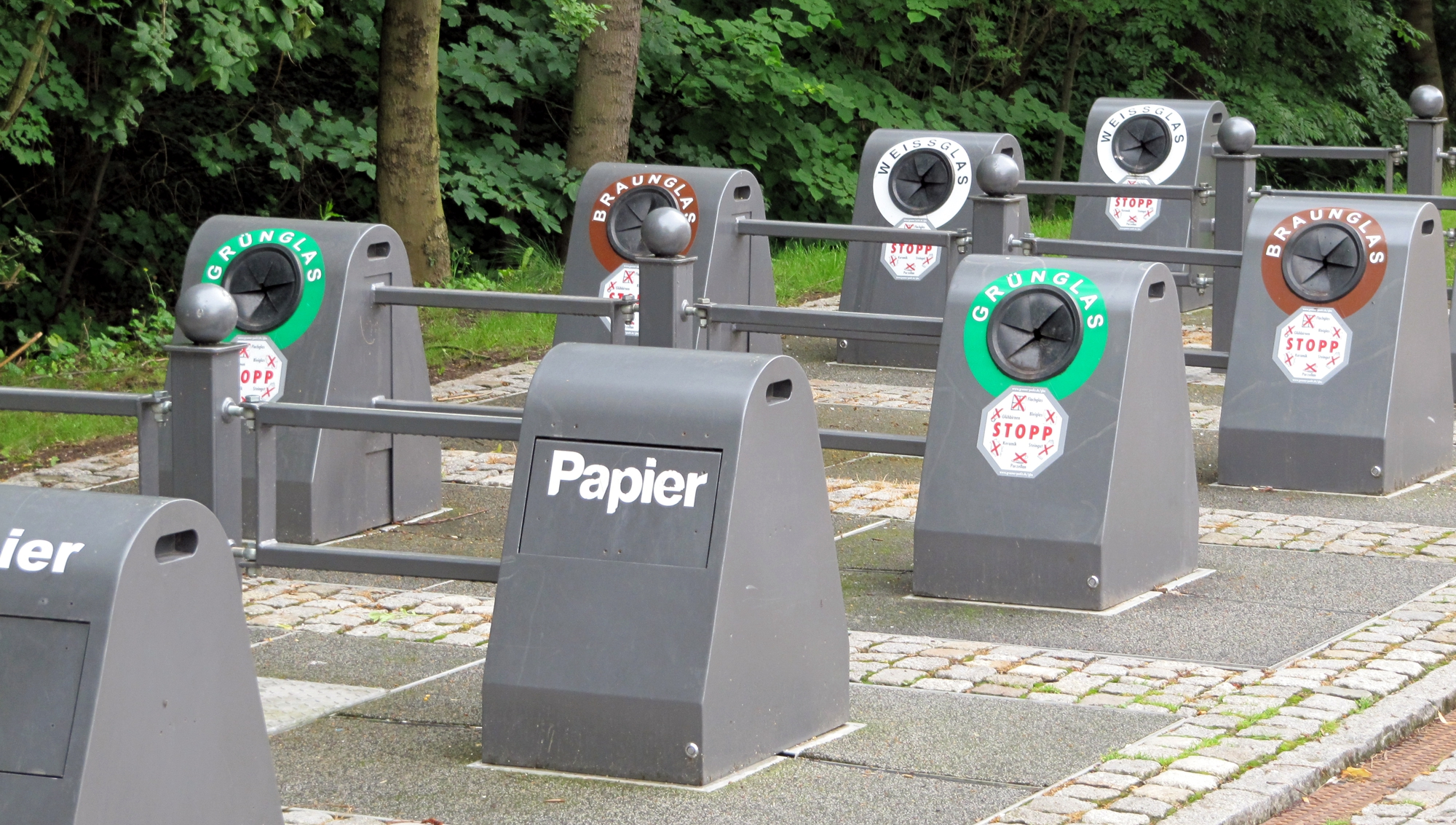
Unterflur-Sammelbehälter für Wertstoffe in Thüringen (2012)

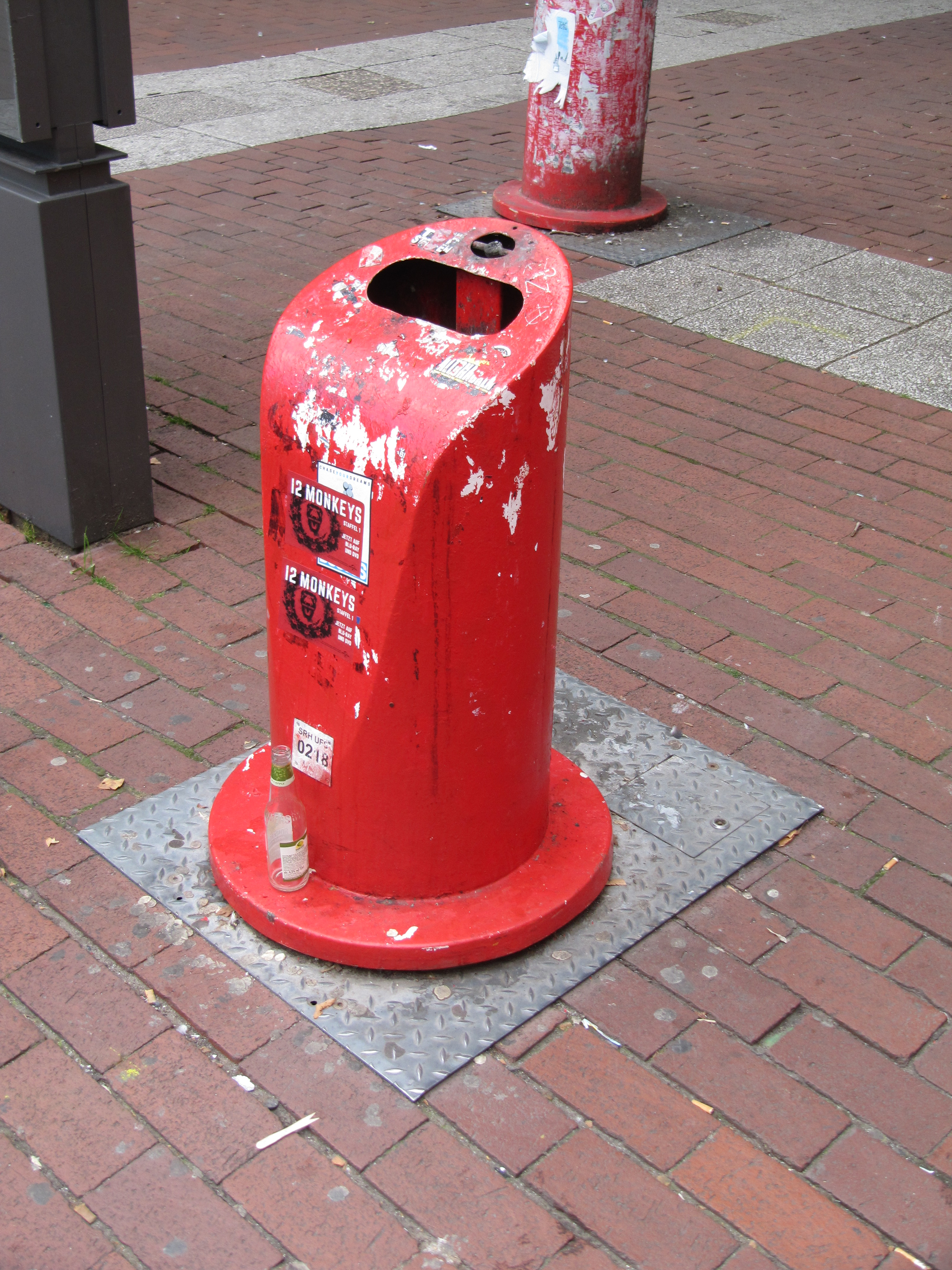
Unterflurabfalleimer in einer Fußgängerzone in Hamburg-Altona

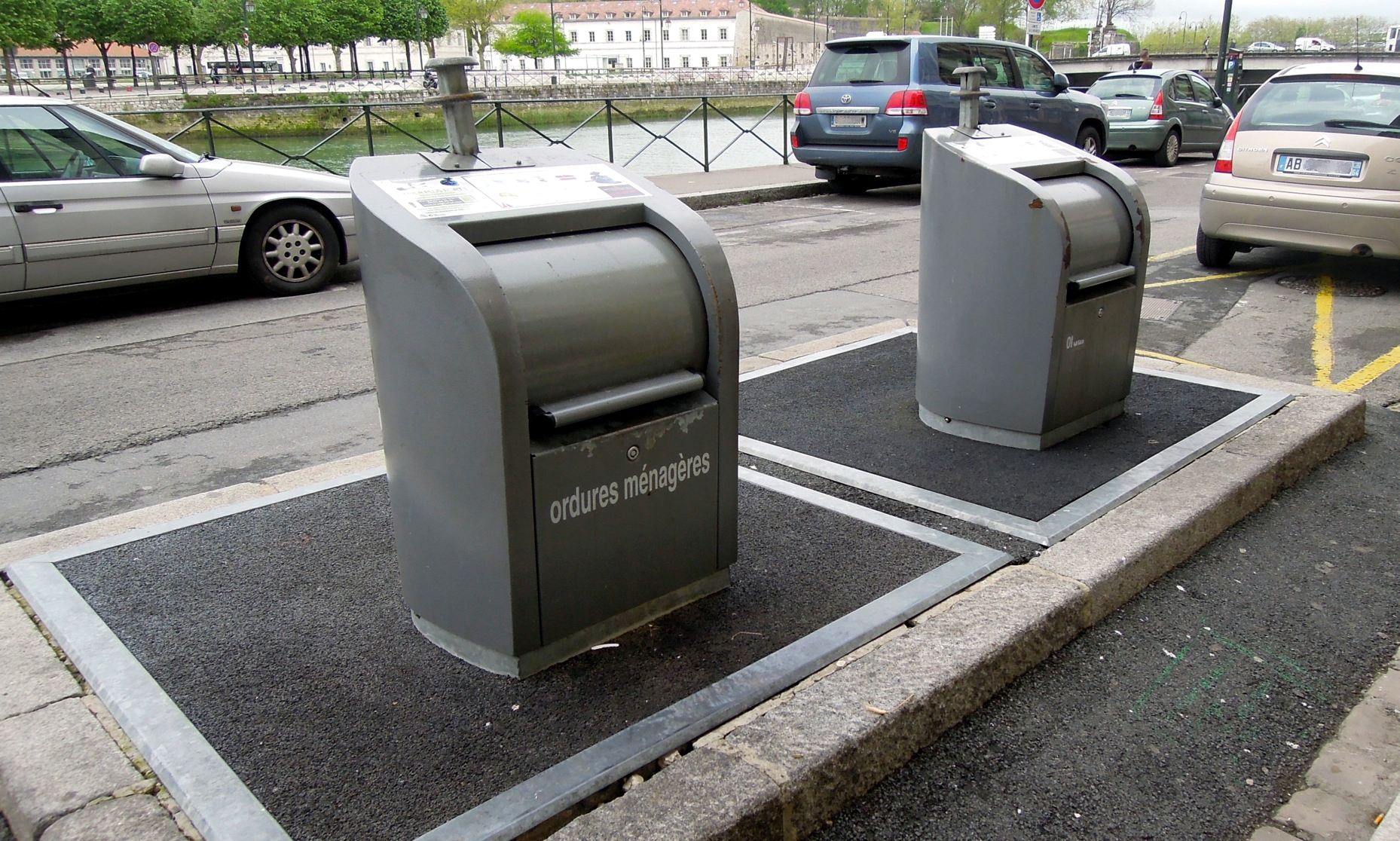
Ordures ménagères in Bayonne

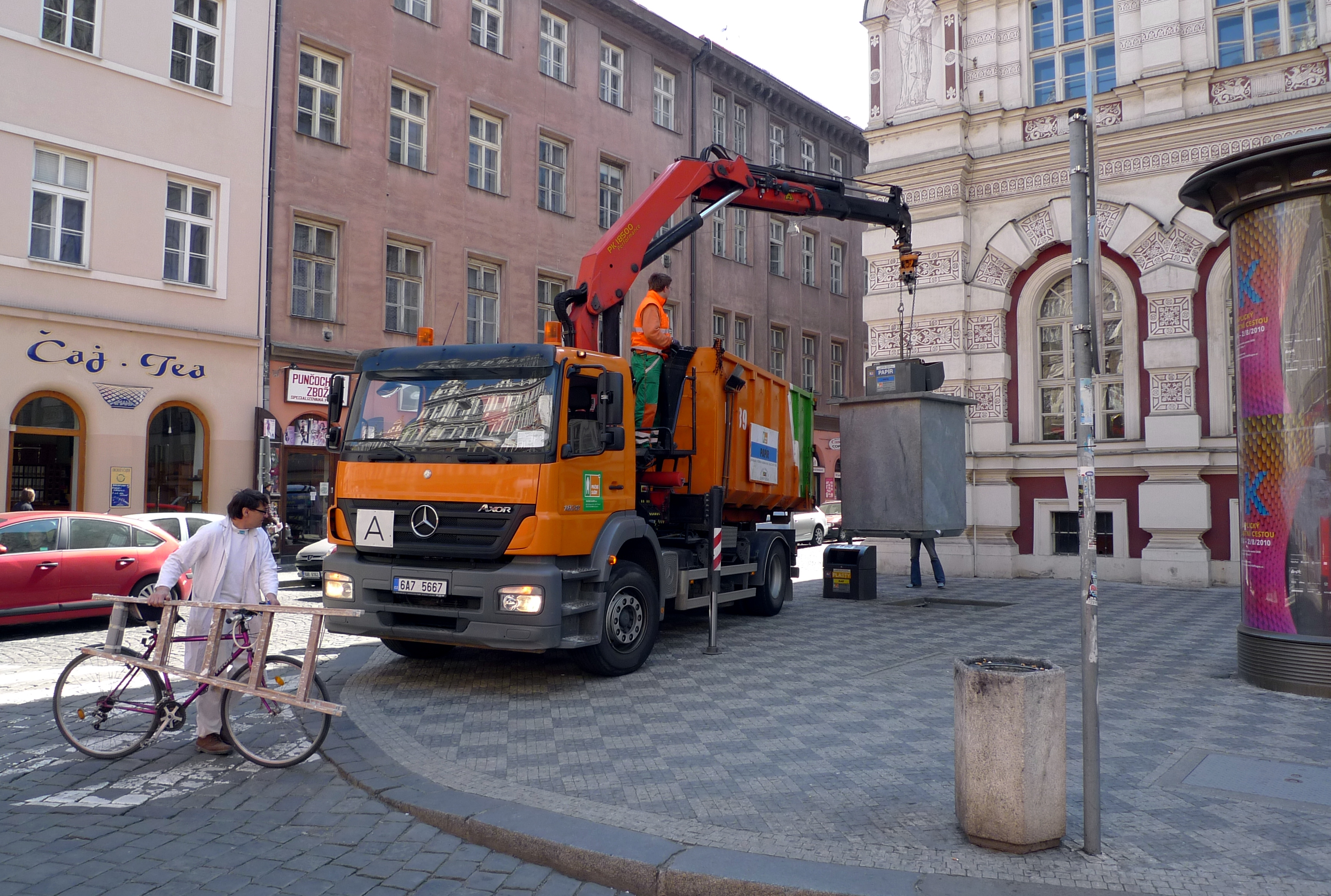
Leerung eines Unterflurbehälter in Prag

Ein Unterflurbehälter ist ein unterirdischer Behälter mit oberirdischem Einwurf zum Sammeln von Abfällen oder Wertstoffen.

## Beschreibung
Ein Unterflurbehälter ist eine alternative und unauffällige Variante zum Sammeln von Siedlungsabfällen wie Altpapier, Bioabfall und Restmüll oder für Wertstoffe. Die Unterflurbehälter selbst werden aus Metall gefertigt, sind mit einem Graffiti- und Schlagschutz versehen und sitzen unterirdisch jeweils in einer Betonwanne. Für die Installation von 4 Einheiten benötigt man eine Baugrube von 10 Metern Länge und 3 Metern Breite.
Die weiteren Vorteile sind, dass die Müllentsorgung barrierefrei auch für Rollstuhlfahrer oder Personen mit einem Rollator erfolgen kann, Kinder und kleinwüchsige Personen das System benutzen können und es sowohl beim Einwerfen des Mülls wie auch bei der Leerung von Unterflurbehältern nur zu einer geringen Geräuschentwicklung ohne Klappern oder Scheppern kommt. Die Entsorgung von drei Einheiten dauert mithilfe eines Kranwagens ungefähr 4 Minuten und erfordert von den Müllmännern keinen Kraftaufwand. Die konventionelle Kapazität von 11.000 Litern können durch drei Unterflurbehälter abgedeckt werden. Der Einwurf kann per Schloss gesichert werden, um eine Nutzung durch Dritte zu verhindern.
Als Nachteile von Unterflurbehältern gelten, dass diese Behälter teuer in der Anschaffung sind und eine Reihe von Voraussetzungen erfüllt sein müssen, um Unterflurbehälter verbauen zu können, sowie Vorarbeiten notwendig sind wie ein Erdaushub, Kranarbeiten und möglicherweise Leitungsverlegungen.
Die Rahmenbedingungen zur Installation und den Betrieb für diese Art von Müllcontainern variieren in Deutschland von Bundesland zu Bundesland.
Es gibt unterschiedliche Modelle von Unterflurbehältern verschiedener Hersteller.

## Lokale und regionale Regelungen

### Situation in Hamburg
Der Senat benennt als Voraussetzungen für die Installation von Unterflurbehältern an potenziellen Standorten, dass der Anteil der Sackabfuhr für Restmüll, sofern zutreffend für den entsprechenden Bereich, möglichst hoch sein sollte, dass die Leitungsfreiheit im geplanten Bereich weitgehend gegeben sein muss, dass die Sicherheit und Leichtigkeit des Verkehrs (einschließlich Fahrrad- und Fußgängerverkehr) gewährleistet bleiben müssen, dass der Untergrund befestigt und für Traglasten von mindestens 26 Tonnen geeignet sein muss, dass keine Pkw-Parkplätze verloren gehen, dass eine sichere Erreichbarkeit für das Kranfahrzeug der Stadtreinigung gewährleistet sein muss (maximal 8,5 m Entfernung und mindestens 8 m lichte Höhe im Bereich der Krantätigkeit), dass Gebäudeöffnungen (Fenster und Türen) ausreichend entfernt liegen müssen. Standorte im Wurzelbereich von Bäumen sind grundsätzlich nicht zulässig. Nur wenn die oben genannten Kriterien vorliegen, erfolgt vor einer Eignungsabstimmung mit dem jeweils zuständigen Bezirksamt und der zuständigen Polizeiwache eine Leitungsanfrage. In Hamburg gibt es 283 Unterflurbehälter (Stand: April 2014).